# Сэчен, Трейси
Тре́йси Сэ́чен (англ. Tracy Sachtjen, урожд. Тре́йси Зе́ман, англ. Tracy Zeman; род. 20 февраля 1969, Sauk Prairie) — американская кёрлингистка.
В составе женской сборной США участница, чемпион и призёр чемпионатов мира, запасной в женской команде США на зимних Олимпийских играх 2010 года. Неоднократная чемпионка США среди женщин. В составе юниорской женской сборной США участница юниорских чемпионатов мира. Неоднократная чемпионка США среди юниоров.
Играла в основном на позиции первого.

## Достижения
- Чемпионат мира по кёрлингу среди женщин: золото (2003); серебро (1999).
- Чемпионат США по кёрлингу среди женщин: золото (1997, 1999, 2003, 2006, 2007, 2008, 2009), серебро (2000, 2001, 2003, 2004, 2005).
- Американский олимпийский отбор по кёрлингу: золото (2009), серебро (2001, 2005).
- Континентальный Кубок по кёрлингу: серебро (2003).
- Чемпионат США по кёрлингу среди юниоров: золото (1987, 1988, 1989).

- Лучшая кёрлингистка года в США (англ. USA Curling Female Athlete of the Year): 1989.

## Команды
| Сезон   | Четвёртый       | Третий             | Второй                | Первый          | Запасной                              | Турниры                             |
| ------- | --------------- | ------------------ | --------------------- | --------------- | ------------------------------------- | ----------------------------------- |
| 1986—87 | Трейси Земан    | Pam Goetz          | Shellie Holerud       | Lori Myers      |                                       | ЧСШАЮ 1987                          |
| 1987—88 | Трейси Земан    | Эрика Браун        | Marni Vaningan        | Shellie Holerud |                                       | ЧСШАЮ 1988 · ЧМЮ 1988 (8 место)     |
| 1988—89 | Эрика Браун     | Трейси Земан       | Shellie Holerud       | Джилл Джонс     | Дебби Генри (ЧМЮ)                     | ЧСШАЮ 1989 · ЧМЮ 1989 (6 место)     |
| 1996—97 | Патти Ланк      | Аналисса Джонсон   | Джони Коттен          | Трейси Сэчен    | Эллисон Дарра                         | ЧСШАЖ 1997 · ЧМ 1997 (7 место)      |
| 1997—98 | Патти Ланк      | ?                  | ?                     | Трейси Сэчен    |                                       | ЧСШАЖ 1998                          |
| 1998—99 | Патти Ланк      | Эрика Браун        | Эллисон Дарра         | Трейси Сэчен    | Барб Перрелла (ЧМ) тренер: Стив Браун | ЧСШАЖ 1999 · ЧМ 1999                |
| 1999—00 | Патти Ланк      | Эрика Браун        | Эллисон Поттинджер    | Трейси Сэчен    | тренер: Стив Браун                    | ЧСШАЖ 2000                          |
| 2000—01 | Патти Ланк      | Эрика Браун        | Эллисон Поттинджер    | Трейси Сэчен    | тренер: Keith Reilly                  | ЧСШАЖ 2001                          |
| 2001—02 | Патти Ланк      | Эрика Браун Орьедо | Эллисон Поттинджер    | Трейси Сэчен    | тренер: Бев Бенке                     | АООК 2001                           |
| 2002—03 | Дебби Маккормик | Эллисон Поттинджер | Энн Суиссхелм Сильвер | Трейси Сэчен    | Джони Коттен (ЧМ) тренер: Уолли Генри | ЧСШАЖ 2003 · ЧМ 2003                |
| 2003—04 | Дебби Маккормик | Эллисон Поттинджер | Энн Суиссхелм Сильвер | Трейси Сэчен    | Джони Коттен (ЧСШАЖ)                  | ККК 2003 , · ЧСШАЖ 2004             |
| 2004—05 | Дебби Маккормик | Эллисон Поттинджер | Энн Суиссхелм Сильвер | Трейси Сэчен    |                                       | ЧСШАЖ/АООК 2005                     |
| 2005—06 | Дебби Маккормик | Эллисон Поттинджер | Николь Джоренстед     | Трейси Сэчен    | Натали Николсон тренер: Джони Коттен  | ЧСШАЖ 2006                          |
| 2006—07 | Дебби Маккормик | Эллисон Поттинджер | Николь Джоренстед     | Натали Николсон | Трейси Сэчен                          | ЧСШАЖ 2007                          |
| 2007—08 | Дебби Маккормик | Эллисон Поттинджер | Николь Джоренстед     | Натали Николсон | Трейси Сэчен тренер: Уолли Генри      | ЧСШАЖ 2008 · ЧМ 2008 (7 место)      |
| 2008—09 | Дебби Маккормик | Эллисон Поттинджер | Николь Джоренстед     | Натали Николсон | Трейси Сэчен тренер: Уолли Генри      | ЧСШАЖ/АООК 2009 · ЧМ 2009 (9 место) |
| 2009—10 | Дебби Маккормик | Эллисон Поттинджер | Николь Джоренстед     | Натали Николсон | Трейси Сэчен тренер: Уолли Генри      | ЗОИ 2010 (10 место)                 |

(скипы выделены полужирным шрифтом)

## Частная жизнь
Интерес к кёрлингу проявился с детства благодаря тому, что в кёрлинг на любительском уровне играли её родители. Профессионально начала заниматься в старшей школе. Окончила технический колледж округа Мадисон (англ. Madison Area Technical College). Замужем, двое детей.